# Пам'ятники Леніну в Україні
Перелік пам'ятників Леніну в Україні — категорія скульптурних творів, створених з метою увічнити пам'ять політичного діяча, засновника більшовицької партії та СРСР Володимира Ульянова (Леніна), які існують наразі на тимчасово окупованих територіях України. Усього налічується близько 300 шт.[уточнити]

## Області без пам'ятників Леніну
Станом на 20 грудня 2021 року всі публічні пам'ятники та погруддя Леніну були демонтовані в таких областях:
1. Львівська — всі пам'ятники та погруддя Леніну були демонтовані до 2009 року;
2. Тернопільська — всі пам'ятники та погруддя Леніну були демонтовані до 2014 року;
3. Волинська — 22 лютого 2014 року в с. Велика Глуша демонтовано останній пам'ятник Леніну в області;
4. Івано-Франківська — 2014 року в Надвірній демонтовано останній пам'ятник Леніну в області.
5. Закарпатська — всі пам'ятники та погруддя Леніну демонтовані до 2016 року;
6. Рівненська — у березні 2016 року в с. Біловіж було демонтовано останній пам'ятник Леніну в області[1][2];
7. Чернівецька — 25 травня 2016 року в с. Білівці (Хотинський район) демонтовано останній пам'ятник Леніну в області[3].
8. Сумська — останній демонтовано 2017 року
9. Черкаська — останній демонтовано в селі Городниця 2017 року
10. Луганська — останній демонтовано 2018 року, за винятком окупованих територій.
11. Донецька — останній демонтовано 2022 року, за винятком окупованих територій[4].
12. Чернігівська — останній демонтовано у селі Березівка у лютому 2019 року.
13. Дніпропетровська — усі пам'ятники демонтовано 2019 року.
14. Запорізька — усі пам'ятники демонтовано 2019 року.
15. Полтавська — останній публічний пам'ятник демонтовано навесні 2021 року.
16. Хмельницька — останній демонтовано у селі Мілівці у вересні 2021 року.[5]
17. Кіровоградська — останній демонтовано у селі Бандурове у вересні 2021 року.
18. Вінницька область — останній демонтовано у селі Ковалівка у грудні 2021 року.
19. Київська область — останні два памʼятники знищені в Чорнобилі весною 2022 року[6][7].

## Пам'ятники та погруддя Леніну

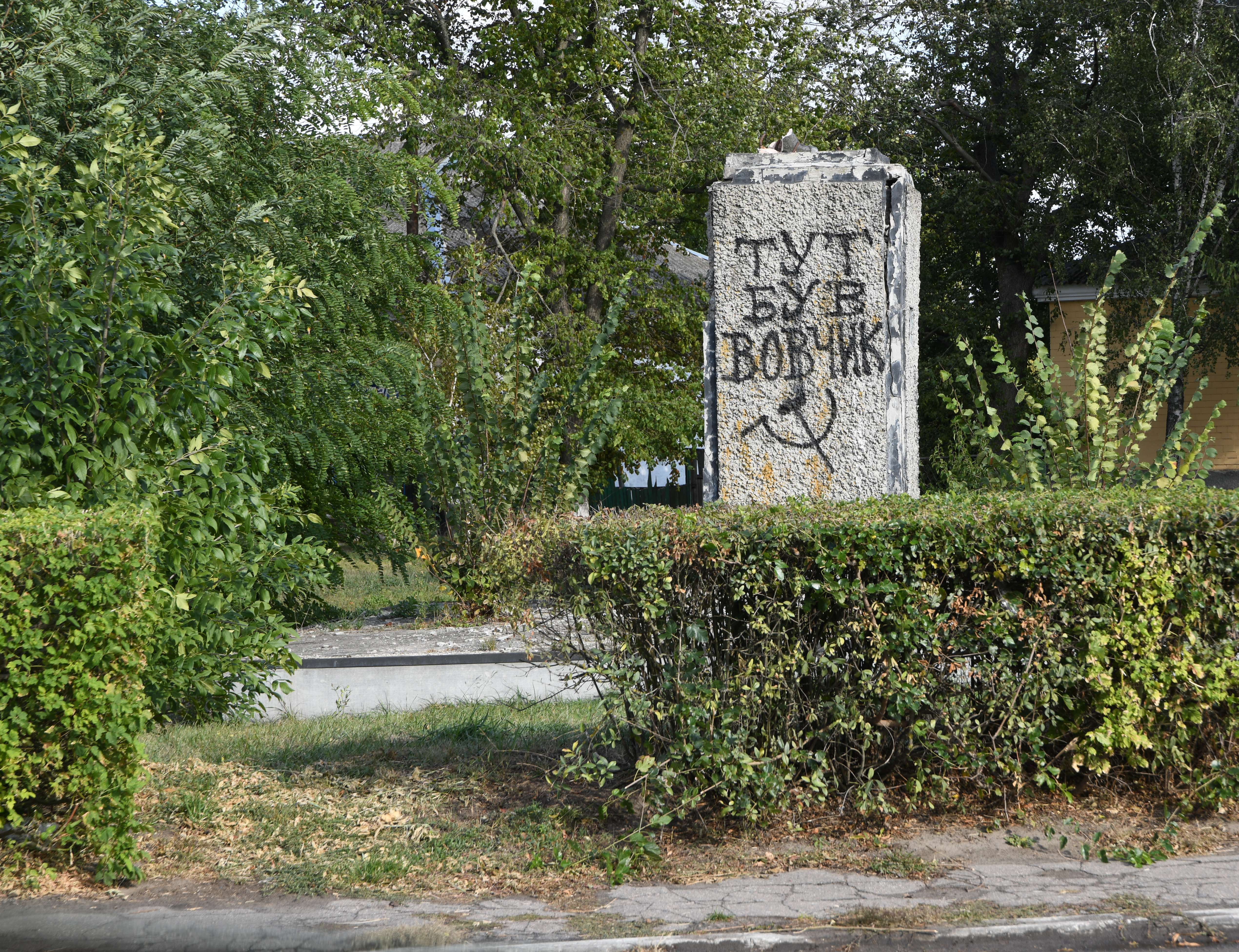
«Ленінопад» на Полтавщині: постамент у с. Великі Сорочинці

### Херсонська область — 1шт
Відомо про пам'ятник в Генічеській Гірці на території ДОЦ «Орлятко»

### АР Крим— до 127 шт, Севастополь— до 10 шт.
З лютого 2014 року адміністративні одиниці тимчасово окуповані РФ.
| Локація        | Район | Додаткова інформація                                                           |
| -------------- | --- | ------------------------------------------------------------------------------ |
| Алушта         | Ялтинський | пам'ятник;                                                                     |
| Алушта         | Ялтинський | другий;                                                                        |
| Алушта         | Ялтинський | третій;                                                                        |
| Алушта         | Ялтинський | На території санаторію «Рабочий Уголок»;                                       |
| Малоріченське  | Ялтинський |                                                                                |
| Партеніт       | Ялтинський |                                                                                |
| Привітне       | Ялтинський | відновлене після знесення, погруддя.                                           |
| Армянськ       | Перекопський | погруддя;                                                                      |
| Багерове       | Керченський |                                                                                |
| Бахчисарай     | Бахчисарайський |                                                                                |
| Білогірськ     | Білогірський |                                                                                |
| Віліне         | Бахчисарайський | погруддя біля сільради;                                                        |
| Віліне         | Бахчисарайський | ще одне погруддя.                                                              |
| Вільне         | Джанкойський | погруддя;                                                                      |
| Голубинка      | Бахчисарайський | погруддя;                                                                      |
| Громове        | Євпаторійський | погруддя;                                                                      |
| Далеке         | Євпаторійський |                                                                                |
| Джанкой        | Джанкойський | пам'ятник біля будинку культури;                                               |
| Джанкой        | Джанкойський | погруддя.                                                                      |
| Євпаторія      | Євпаторійський | перший;                                                                        |
| Євпаторія      | Євпаторійський | другий;                                                                        |
| Євпаторія      | Євпаторійський | третій;                                                                        |
| Євпаторія      | Євпаторійський | На території дитячого санаторію Міністерства Оборони;                          |
| Євпаторія      | Євпаторійський | На території санаторій «Приморський»;                                          |
| Мирний         | Євпаторійський |                                                                                |
| Заозерне       | Євпаторійський |                                                                                |
| Жемчужина      | Білогірський |                                                                                |
| Кучук-Алкали   | Джанкойський |                                                                                |
| Зоркіне        | Білогірський | погруддя                                                                       |
| Зуя            | Білогірський | зруйновано і відновлено в квітні 2014;                                         |
| Ізумрудне      | Джанкойський | погруддя;                                                                      |
| Каменоломня    | Євпатрійський |                                                                                |
| Каштани        | Бахчисарайський |                                                                                |
| Керч           | Керченський |                                                                                |
| Кольцове       | Євпаторійський |                                                                                |
| Кісточківка    | Білогірський |                                                                                |
| Крайнє         | Євпаторійський |                                                                                |
| Курман         | Курманський |                                                                                |
| Яни Капу       | Перекопський |                                                                                |
| Красна Поляна  | Євпаторійський | погруддя                                                                       |
| Красний Мак    | Бахчисарайський |                                                                                |
| Кримське       | Євпаторійський |                                                                                |
| Єди-Кую        | Керченський |                                                                                |
| Льговське      | Феодосійський | пам'ятник;                                                                     |
| Малинівка      | Білогірський | погруддя;                                                                      |
| Марфівка       | Керченський | погруддя;                                                                      |
| Маслове        | Джанкойський | погруддя;                                                                      |
| Медведівка     | Джанкойський | погруддя;                                                                      |
| Миколаївка     | Сімферопольський |                                                                                |
| Найдьонівка    | Курманський | погруддя;                                                                      |
| Нижньогірський | Білогірський |                                                                                |
| Новоестонія    | Курманський |                                                                                |
| Новокримське   | Джанкойський | погруддя;                                                                      |
| Новоіванівка   | Перекопський |                                                                                |
| Новоселівське  | Перекопський | погруддя;                                                                      |
| Новоселівське  | Перекопський | пам'ятник.                                                                     |
| Новофедорівка  | Євпаторійський | пам'ятник;                                                                     |
| Біюк-Онлар     | Курманський | пам'ятник у мікрорайоні ДОС Кондрашина;                                        |
| Олександрівка  | Курманський | погруддя;                                                                      |
| Оленівка       | Євпаторійський | пам'ятник;                                                                     |
| Павлівка       | Білогірський | погруддя;                                                                      |
| Первомайське   | Курманський | пам'ятник;                                                                     |
| Перове         | Сімферопольський |                                                                                |
| Петрівка       | Курманський | пам'ятник;                                                                     |
| Піщане         | Бахчисарайський | перший;                                                                        |
| Піщане         | Бахчисарайський | На території санаторію «Піщане», погруддя;                                     |
| Піщане         | Бахчисарайський | На території дитячого табору «Бригантина».                                     |
| Плодове        | Бахчисарайський | погруддя;                                                                      |
| Попівка        | Євпаторійський | погруддя;                                                                      |
| Поштове        | Бахчисарайський | погруддя;                                                                      |
| Дер-Емес       | Курманський |                                                                                |
| Прибережне     | Євпаторійський | погруддя;                                                                      |
| Привітне       | Феодосійський | до пояса;                                                                      |
| П'ятихатка     | Курманський | пам'ятник;                                                                     |
| П'ятихатка     | Курманський | погруддя.                                                                      |
| Роздольне      | Перекопський | пам'ятник;                                                                     |
| Саки           | Євпаторійський | пам'ятник біля палацу культури;                                                |
| Саки           | Євпаторійський | ще один;                                                                       |
| Саки           | Євпаторійський | На території санаторію «Полтава».                                              |
| Старий Крим    | Феодосійський | встановлений біля адміністративної будівлі Старокримського санаторію;          |
| Старий Крим    | Феодосійський | ще один пам'ятник.                                                             |
| Солоне Озеро   | Джанкойський | погруддя;                                                                      |
| Семисотка      | Керченський |                                                                                |
| Сизівка        | Євпаторійський |                                                                                |
| Сімферополь    | Сімферопольський | пам'ятник площа Леніна;                                                        |
| Сімферополь    | Сімферопольський | погруддя;                                                                      |
| Сімферополь    | Сімферопольський | Привокзальна площа;                                                            |
| Сімферополь    | Сімферопольський | На території радгоспу ім. Дзержинського.                                       |
| Ічкі           | Феодосійський |                                                                                |
| Табачне        | Бахчисарайський |                                                                                |
| Тінисте        | Бахчисарайський |                                                                                |
| Углове         | Бахчисарайський |                                                                                |
| Феодосія       | Феодосійський | перший;                                                                        |
| Феодосія       | Феодосійський | другий;                                                                        |
| Коктебель      | Феодосійський | погруддя;                                                                      |
| Коктебель      | Феодосійський | ще один погруддя.                                                              |
| Кайгадор       | Феодосійський |                                                                                |
| Приморський    | Феодосійський |                                                                                |
| Філатівка      | Перекопський |                                                                                |
| Нейшпроцунг    | Курманський | пам'ятник;                                                                     |
| Чорноморське   | Євпаторійський | встановлений на однойменній площі в центрі селища;                             |
| Чорноморське   | Євпаторійський | пам'ятник з дітьми.                                                            |
| Широке         | Сімферопольський | погруддя;                                                                      |
| Ялта           | Ялтинський | встановлений в 1954 році на набережній імені Леніна                            |
| Ялта           | Ялтинський | Мордвинівський парк;                                                           |
| Ялта           | Ялтинський | ще один;                                                                       |
| Ялта           | Ялтинський | На території тролейбусного депо, погруддя;                                     |
| Ялта           | Ялтинський | На території фабрики головних уборів;                                          |
| Ялта           | Ялтинський | На території санаторію «Київ»;                                                 |
| Ялта           | Ялтинський | На території санаторію «Ясна Поляна»;                                          |
| Алупка         | Ялтинський | пам'ятник;                                                                     |
| Алупка         | Ялтинський | На території дитячого санаторію «Алупка».                                      |
| Гурзуф         | Ялтинський | встановлений в 1985 році на території табору «Артек»                           |
| Гурзуф         | Ялтинський | встановлений в парку військового санаторію;                                    |
| Гурзуф         | Ялтинський | ще один, під кипарисом біля будинку культури «Дружба».                         |
| Кореїз         | Ялтинський | пам'ятник;                                                                     |
| Кореїз         | Ялтинський | Ленін-дитя;                                                                    |
| Кореїз         | Ялтинський | На території бази «Буревестник», погруддя.                                     |
| Сімеїз         | Ялтинський |                                                                                |
| Долосси        | Ялтинський |                                                                                |
| Орлине         | Бахчисарайський |                                                                                |
| Тернівка       | Бахчисарайський |                                                                                |
| Андріївка      | Бахчисарайський |                                                                                |
| Кача           | Бахчисарайський | перший;                                                                        |
| Кача           | Бахчисарайський | другий.                                                                        |
| Осипенко       | Бахчисарайський |                                                                                |
| Інкерман       | Бахчисарайський |                                                                                |
| Севастополь    | | Балаклавський район, Балаклава (житловий масив), пам'ятник на вулиці Новикова; |
| Севастополь    | Гагарінський район, на території Севастопольського авіаційного підприємства;                                                                       |                                                                                |
| Севастополь    | Гагарінський район, на території тролейбусного депо;                                                                                               |                                                                                |
| Севастополь    | Ленінський район, головний міський пам'ятник, найбільший в Україні. Станом на квітень 2016 року п'ятий за висотою в світі та дев'ятий за весь час; |                                                                                |
| Севастополь    | Ленінський район, Комсомольський парк; |                                                                                |
| Севастополь    | Ленінський район, вул. Шабаліна, погруддя біля АТП;                                                                                                |                                                                                |
| Севастополь    | Нахімовський район, пам'ятник біля приміщення Севастопольського Національного Університету ядерної енергії;                                        |                                                                                |
| Севастополь    | погруддя; |                                                                                |
| Севастополь    | Нахімовський район, Любимівка (мікрорайон); |                                                                                |
| Севастополь    | Нахімовський район, на території морзаводу; |                                                                                |

### Донецька область— до 78 шт.
Такі населені пункти окуповані терористичною організацією ДНР, починаючи з весни 2014 року.
| Локація         | Район                                                    | Додаткова інформація                                                          |
| --------------- | -------------------------------------------------------- | ----------------------------------------------------------------------------- |
| Амвросіївка     | Амвросіївський                                           |                                                                               |
| Бойківське      | Бойківський                                              |                                                                               |
| Вуглегірськ     | Бахмутський                                              |                                                                               |
| Горлівка        |                                                          | на центральній площі;                                                         |
| Горлівка        | проспект Леніна 11, пам'ятник;                           |                                                                               |
| Горлівка        | біля Калінінського виконкому, погруддя;                  |                                                                               |
| Горлівка        | біля хімзаводу, пам'ятник;                               |                                                                               |
| Горлівка        | біля станції Микитівка, пам'ятник;                       |                                                                               |
| Горлівка        | На території шахти ім. Гагаріна, погруддя;               |                                                                               |
| Кондратівка     |                                                          | пам'ятник [Архівовано 17 квітня 2016 у Wayback Machine.];                     |
| Гольмівський    |                                                          |                                                                               |
| Пантелеймонівка |                                                          |                                                                               |
| Дебальцеве      |                                                          | одному відбито голову терористами з артилерії у вересні 2014 року під час АТО |
| Дебальцеве      | другий серйозно пошкоджено.                              |                                                                               |
| Докучаєвськ     |                                                          |                                                                               |
| Донецьк         |                                                          | пл. Леніна, встановлений 1967 року;                                           |
| Донецьк         | Площа Перемоги;                                          |                                                                               |
| Донецьк         | пр-т Павших Комунарів;                                   |                                                                               |
| Донецьк         | вул. Кірова;                                             |                                                                               |
| Донецьк         | БК ім. Горького;                                         |                                                                               |
| Донецьк         | БК ім. Франка;                                           |                                                                               |
| Донецьк         | станція «Чумакове»;                                      |                                                                               |
| Донецьк         | біля шахти № 29, вул. Молодогвардійців;                  |                                                                               |
| Донецьк         | біля шахти «Ливенка»;                                    |                                                                               |
| Донецьк         | біля шахти «Заперевальна»;                               |                                                                               |
| Донецьк         | біля шахти ім. Челюскінцев;                              |                                                                               |
| Донецьк         | біля шахти «Кіровська»;                                  |                                                                               |
| Донецьк         | біля шахти «Лідієвка»;                                   |                                                                               |
| Донецьк         | біля шахти «Петрівська»;                                 |                                                                               |
| Донецьк         | На території заводу «Точмаш»;                            |                                                                               |
| Боссе           |                                                          | пам'ятник;                                                                    |
| Чулківка        |                                                          | пам'ятник [Архівовано 17 квітня 2016 у Wayback Machine.];                     |
| Єнакієве        |                                                          | пам'ятник, біля прохідної металургійного заводу;                              |
| Єнакієве        | перший пам'ятник;                                        |                                                                               |
| Єнакієве        | другий пам'ятник;                                        |                                                                               |
| Єнакієве        | перше погруддя;                                          |                                                                               |
| Єнакієве        | друге погруддя;                                          |                                                                               |
| Софіївка        |                                                          |                                                                               |
| Бунге           |                                                          |                                                                               |
| Кальміуське     | Старобешівський                                          |                                                                               |
| Макіївка        |                                                          | пам'ятник, встановлений у 1970 році;                                          |
| Макіївка        | біля центрального входу в ШСУ-5, погруддя;               |                                                                               |
| Макіївка        | біля БК ім. ХХ з'їзду КПСС, пам'ятник;                   |                                                                               |
| Макіївка        | пам'ятник;                                               |                                                                               |
| Макіївка        | погруддя;                                                |                                                                               |
| Макіївка        | На території закритої шахти, пам'ятник;                  |                                                                               |
| Об'єднане       |                                                          | пам'ятник, в центрі селища;                                                   |
| Ханженкове      |                                                          | пам'ятник;                                                                    |
| Ханженкове      | погруддя.                                                |                                                                               |
| Холодна Балка   |                                                          | погруддя;                                                                     |
| Холодна Балка   | пам'ятник [Архівовано 17 квітня 2016 у Wayback Machine.] |                                                                               |
| Многопілля      | Амвросіївський                                           |                                                                               |
| Новоазовськ     | Новоазовський                                            | пам'ятник відновлено терористами;                                             |
| Новий Світ      | Старобешівський                                          |                                                                               |
| Олександрівка   | Старобешівський                                          | погруддя;                                                                     |
| Садове          | Шахтарський                                              |                                                                               |
| Сніжне          |                                                          | перший пам'ятник;                                                             |
| Сніжне          | другий пам'ятник;                                        |                                                                               |
| Сніжне          | третій пам'ятник;                                        |                                                                               |
| Сніжне          | четвертий пам'ятник;                                     |                                                                               |
| Сніжне          | п'ятий пам'ятник.                                        |                                                                               |
| Старобешеве     | Старобешівський                                          | перший;                                                                       |
| Старобешеве     | Старобешівський                                          | ще один.                                                                      |
| Харцизьк        |                                                          | перший;                                                                       |
| Харцизьк        | другий;                                                  |                                                                               |
| Харцизьк        | третій;                                                  |                                                                               |
| Зугрес          |                                                          |                                                                               |
| Іловайськ       |                                                          |                                                                               |
| Хрестівка       |                                                          | погруддя на подвір'ї ЗОШ № 2;                                                 |
| Чистякове       |                                                          | перший пам'ятник                                                              |
| Чистякове       | другий пам'ятник;                                        |                                                                               |
| Чистякове       | третій пам'ятник;                                        |                                                                               |
| Чистякове       | погруддя.                                                |                                                                               |
| Шахтарськ       |                                                          | пошкоджено під час військових дій;                                            |
| Шахтарськ       | ще один біля шахти Nº30;                                 |                                                                               |
| Контарне        |                                                          |                                                                               |
| Стіжківське     |                                                          |                                                                               |

### Луганська область— 78 шт.
Такі населені пункти окуповані терористичною організацією ЛНР починаючи з весни 2014 року.
| Локація             | Район                                                          | Додаткова інформація        |
| ------------------- | -------------------------------------------------------------- | --------------------------- |
| Алчевськ            |                                                                | площа Леніна;               |
| Алчевськ            | ще один пам'ятник.                                             |                             |
| Антрацит            |                                                                | пам'ятник;                  |
| Антрацит            | погруддя.                                                      |                             |
| Брянка              |                                                                | перший;                     |
| Брянка              | другий;                                                        |                             |
| Брянка              | третій;                                                        |                             |
| Южна Ломуватка      |                                                                |                             |
| Довжанськ           |                                                                | перший;                     |
| Довжанськ           | другий;                                                        |                             |
| Довжанськ           | третій;                                                        |                             |
| Довжанськ           | можливо четвертий;                                             |                             |
| Вознесенівка        |                                                                |                             |
| Ведмеже             |                                                                |                             |
| Голубівка           |                                                                | перший;                     |
| Голубівка           | другий.                                                        |                             |
| Зимогір'я           | Слов'яносербський                                              |                             |
| Зоринськ            | Перевальський                                                  | пам'ятник;                  |
| Зоринськ            | Перевальський                                                  | ще один пам'ятник.          |
| Іванівка            | Антрацитівський                                                |                             |
| Кадіївка            |                                                                | перший;                     |
| Кадіївка            | другий;                                                        |                             |
| Кадіївка            | третій;                                                        |                             |
| Кадіївка            | четвертий;                                                     |                             |
| Кадіївка            | п'ятий;                                                        |                             |
| Алмазна             |                                                                |                             |
| Ірміно              |                                                                |                             |
| Комісарівка         | Перевальський                                                  |                             |
| Кипуче              | Перевальський                                                  | пам'ятник;                  |
| Кипуче              | Перевальський                                                  | погруддя.                   |
| Криворіжжя          | Слов'яносербський                                              |                             |
| Лозівський          | Слов'яносербський                                              |                             |
| Луганськ            |                                                                | на театральній площі;       |
| Луганськ            | вул. Тимирязева;                                               |                             |
| Луганськ            | вул. Артема 498;                                               |                             |
| Луганськ            | біля заводу «Луганськтепловоз»;                                |                             |
| Луганськ            | біля школи N 30;                                               |                             |
| Луганськ            | с. Велика Вергунка;                                            |                             |
| Луганськ            | пл. Революції;                                                 |                             |
| Луганськ            | На територіï станкобудувального заводу;                        |                             |
| Луганськ            | На територіï Луганського інструментального заводу, вул. Рудя;  |                             |
| Луганськ            | На територіï хлібозаводу N2;                                   |                             |
| Луганськ            | На територіï Луганського Національного Аграрного Університету; |                             |
| Луганськ            | На територіï заводу ім. Пархоменко;                            |                             |
| Луганськ            | На територіï взуттєвої фабрики;                                |                             |
| Луганськ            | На територіï БК ім. Леніна.                                    |                             |
| Лутугине            | Лутугинський                                                   |                             |
| Панченкове          | Довжанський                                                    |                             |
| Первомайськ         |                                                                |                             |
| Перевальськ         | Перевальський                                                  | пам'ятник;                  |
| Перевальськ         | Перевальський                                                  | ще один пам'ятник.          |
| Ровеньки            |                                                                | перший;                     |
| Ровеньки            | другий;                                                        |                             |
| Ровеньки            | третій;                                                        |                             |
| Ровеньки            | можливо четвертий;                                             |                             |
| Родакове            | Слов'яносербський                                              |                             |
| Сімейкине           | Сорокинський                                                   |                             |
| Селезнівка          | Перевальський                                                  |                             |
| Слов'яносербськ     | Слов'яносербський                                              |                             |
| Слов'яносербськ     | Слов'яносербський                                              | перший;                     |
| Слов'яносербськ     | Слов'яносербський                                              | другий;                     |
| Ізварине            |                                                                |                             |
| Молодогвардійськ    |                                                                |                             |
| Сєверний            |                                                                |                             |
| Успенка             | Лутугинський                                                   |                             |
| Фабричне            | Лутугинський                                                   |                             |
| Фащівка             | Перевальський                                                  |                             |
| Хрустальний         |                                                                | погруддя біля військкомату; |
| Хрустальний         | пам'ятник біля виконкому;                                      |                             |
| Хрустальний         | біля палацу культури;                                          |                             |
| Хрустальний         | в холлі центральної поліклініки;                               |                             |
| Грушове             |                                                                |                             |
| Міусинськ           |                                                                |                             |
| Петрово-Красносілля |                                                                |                             |
| Штерівка            |                                                                |                             |
| Хрящувате           | Сорокинський                                                   |                             |
| Чорнухине           | Попаснянський                                                  | пам'ятник;                  |
| Чорнухине           | Попаснянський                                                  | погруддя.                   |

## Цікаві факти
- У місті Нікополь Дніпропетровської області пам'ятник Леніну, подарований радянською владою у 1986 році, випромінював радіацію[8].
- Пам'ятник Леніну, що був на центральній площі Дніпра (нині — площа Героїв Майдану) був розміщений на постаменті, який випромінював значні дози радіації[9].
- Демонтаж пам'ятника Леніну в Запоріжжі відбувся 17 березня 2016 року о 13:15 за київським часом[10] і тривав майже 30 годин. Пам'ятник зняли з постаменту за допомогою подвійної петлі троса крана, закріпленої на тулубі та шиї скульптури. Найбільше складнощів виникло під час спилювання арматури п'єдесталу монумента[11].

### Інші увічнення Леніна на території України
- На Івано-Франківщині у селі Гарасимів за часів радянської влади побудовано скультурну композицію із сосен, яка при погляді із супутника утворює напис «Ленін».[12][13]
- У селі Залізничне в Автономній Республіці Крим на пагорбі за селом за радянських часів було відлито з бетону зображення Володимира Леніна.[14]
- Україна досі використовує радянські локомотиви серії ВЛ, де «ВЛ» означає «Володимир Ленін».
- Деякі українці досі носять радянські імена, які походять від імені Володимира Леніна.[15][16]